# Средний Шандер
Средний Шандер — деревня в Мамадышском районе Татарстана. Входит в состав Нижнешандерского сельского поселения.

## География
Находится в северной части Татарстана на расстоянии приблизительно 25 км на север по прямой от районного центра города Мамадыш у речки Шия.

## История
Известна с 1680 года как деревня По речке Шуденгер, упоминалась также как Средний Шеленгур. В начале XX века уже была мечеть.  
В «Списке населенных мест по сведениям 1859 года», изданном в 1866 году, населённый пункт упомянут как казённая деревня Средний Шеленгур 2-го стана Мамадышского уезда Казанской губернии. Располагалась при речке Шандерке, по правую сторону Кукморского торгового тракта, в 29 верстах от уездного города Мамадыша и в 27 верстах от становой квартиры в казённой деревне Ахманова (Ишкеево). В деревне, в 28 дворах жили 163 человека (72 мужчины и 91 женщина), была мечеть.

## Население
Постоянных жителей было:  в 1782 - 27 душ муж. пола; в 1859 - 160, в 1897 - 258, в 1908 - 299, в 1920 - 290, в 1926 - 276, в 1949 - 224, в 1958 - 152, в 1970 - 110, в 1979 - 76, в 1989 - 46, в 2002 году 20 (татары 100%), в 2010 году 19.